# Etterretningstjenesten
Etterretningstjenesten (deutsch: Der Nachrichtendienst) ist der militärische und zivile Nachrichtendienst Norwegens. Seinen Sitz hat er am Lutvann in Oslo. Organisatorisch ist er an die norwegischen Streitkräfte angegliedert.

## Auftrag
Der Etterretningstjeneste ist Norwegens einziger Auslandsgeheimdienst. Er sammelt Informationen über die Lage außerhalb Norwegens und soll mit seinen Analysen die norwegische Regierung bei Entscheidungen in ihrer Außen- und Sicherheitspolitik unterstützen. Ein Schwerpunkt des Dienstes liegt auf der elektronischen Aufklärung (Signals Intelligence).
Die speziellen Aufgaben und Befugnisse sind im norwegischen Geheimdienstgesetz definiert:
- Unterstützung von Sicherheitsbündnissen, an denen Norwegen beteiligt ist (NATO)
- Unterstützung der norwegischen Streitkräfte bei internationalen Operationen
- Analyse und Abwehr des international agierenden Terrorismus
- Sammlung von Informationen, die supranationale Umweltprobleme betreffen
- Sammlung von Information über Massenvernichtungswaffen
- Zerstörung von Anlagen, mit denen solche Waffen hergestellt werden können
- Überwachung von Verträgen zur internationalen Rüstungskontrolle

## Stationen
Der Dienst betreibt über das ganze Land verteilt eine Reihe von militärischen Aufklärungsstationen. Dazu gehören auch die Aufklärungsschiffe Marjata und der gleichnamige Vorgänger.
- Hovedkvarteret. Hauptquartier in Lutvann bei Oslo. Dokumentation und Leitung.
- Forsvarets stasjon Fauske. Die älteste Station des Dienstes, 1952 gegründet, betreibt vor allem Satellitenaufklärung.
- Forsvarets stasjon Andøya. Station bei Andenes, Nordland, sammelt und analysiert die maritimen Aktivitäten im Norden und der Barentssee. Sie arbeitete mit dem 333-Maritimen Aufklärungsflieger-Skvadronens zusammen. Auf der Station wurde das US-SOSUS-System zur Ortung feindlicher U-Boote betrieben.
- Forsvarets stasjon Vardø bei Vårberget, Vardø, Radar-Fernüberwachung. Die Station ist seit den 1950er Jahren aktiv.
- Forsvarets stasjon Varanger Thomaselv in Vadsø, Finnmark. Leit- und Peilstation. Die Station existiert seit 1951.
- Forsvarets stasjon Ringerike, Eggemoen, Ringerike. Satellitenaufklärung, 2000 gegründet. Sie wird seit 2006 unbemannt betrieben.
- Forsvarets etterretningshøgskole (FEH). Hochschule des Dienstes.
- Forsvarets militærgeografiske tjeneste (FMGT) Militärgeografischer Dienst.